# Soda Springs (Idaho)
Soda Springs is een plaats (city) in de Amerikaanse staat Idaho, en valt bestuurlijk gezien onder Caribou County.

## Demografie
Bij de volkstelling in 2000 werd het aantal inwoners vastgesteld op 3381.
In 2006 is het aantal inwoners door het United States Census Bureau geschat op 3177, een daling van 204 (-6.0%).

## Geografie
Volgens het United States Census Bureau beslaat de plaats een oppervlakte van
11,8 km², waarvan 11,7 km² land en 0,1 km² water. Soda Springs ligt op ongeveer 1760 m boven zeeniveau.

## Plaatsen in de nabije omgeving
De onderstaande figuur toont nabijgelegen plaatsen in een straal van 48 km rond Soda Springs.